# Pachnepteryx pruinosa
Pachnepteryx pruinosa är en kackerlacksart som beskrevs av Brunner von Wattenwyl 1865. Pachnepteryx pruinosa ingår i släktet Pachnepteryx och familjen småkackerlackor.
Artens utbredningsområde är Filippinerna. Inga underarter finns listade i Catalogue of Life.